# Берегиня (ансамбль)
Берегиня (Український вокальний ансамбль «Берегиня») — український аматорський вокальний колектив при Центрі української культури Анатолія Криля «Горлиця» у Владивостоці. Заснований наприкінці 2007 року частиною колишніх учасників Приморського українського народного хору «Горлиця». Під сучасною назвою виступає від 20 грудня 2008 року. Ансамбль веде активну концертну діяльність, популяризуючи українську пісенну культуру у Приморському краю, є лауреатом ІІ, ІІІ, ІV та V Приморських крайових фестивалів української культури «Солов'їна пісня» (2008, 2009, 2010, 2011).
У складі ансамблю брали участь:
- Олена Ракова
- Катерина Верхова
- Катерина Гірієнко
- Адріяна Димська
- Раїса Уляновська
- Олена Гринь
- Тетяна та Анатолій Півень
- Ірина Баруздіна

Нинішній склад:
- Т. Ткаченко
- Емілія Нікуліна
- Любов та Анатолій Целікови
- Віталій Кабанцов
- Тетяна Свінова
- Ольга Мірза
- Наталя Галянт
- Любов Бовтрюк
- Раїса Коротич
- Ніна Косолапова
- Вікторія Свиридова
- Тетяна Савінова
- Людмила Миколаєнко
- Богдан Слабик
- Наталя Гакман

Художні керівники:
- Олена Ракова (2007—2008)
- Лариса Червоненко (грудень 2008 — січень 2011)
- Ірина Левченко (від травня 2011)

Концертмейстер — Юрій Макаренко.